# Gunnar Larsen (ingenjör)
Axel Gunnar Larsen, född 10 januari 1902 i Frederiksberg,  död 1 februari 1973 i Irland, var en dansk civilingenjör och minister. Han var verkställande direktör, styrelseordförande och storägare i cementkoncernen FLSmidth, som hans far, ingenjör Poul Larsen grundat tillsammans med F.L. Smidth och Alexander Foss.
Gunnar Larsen var en framträdande näringslivsman som efter att ha bott i USA under hela sin uppväxt förblev vänligt sinnad gentemot den anglosaxiska världen. Detta kan, i skenet av hans senare politiska karriär, verka paradoxalt. 
Gunnar Larsen blev som 38-åring utnämnd till minister for offentlige arbejder i regeringen Thorvald Stauning III, fortsatte i regeringen Vilhelm Buhl I och i regeringen Scavenius från 8 juli 1940 till 29 augusti 1943.
Han var en av de tre "opolitiska", det vill säga ministrar utan partitillhörighet, som konservativa kretsar i näringslivet och kung Kristian X önskade få tillsatta. Regeringspartiernes avsikt med att acceptera utnämningarna var att hindra kraven från den tyska ockupationsmakten om tillsättning av nationalsocialistiska ministrar. De två andra opolitiska ministrarna var justitieminister Eigil Thune Jakobsen och utrikesminister Erik Scavenius.
Gunnar Larsen var en mycket aktiv förespråkare av samarbete med ockupationsmakten. Han var ofta i kontakt med Cecil von Renthe-Fink och senare Werner Best, men han var inte nazist. Snarare skall han betecknas som en pragmatiskt inriktad samarbetspolitiker. Han gav dock ekonomiskt bidrag till Wilfred Petersens propagandakampanj gentemot det danska nationalsocialistiska partiet DNSAP. Larsen drev bland annat igenom avtalet om  Fugleflugtslinjen, en luftkorridor mellan Köpenhamn och Hamburg, som sett ur dansk synvinkel var viktig för sysselsättningen i landet. Det kanske mest berömda fotografiet av Larsen är just från det tillfälle då han tar det första spadtaget för Fugleflugtslinjen, då hans spade bryts av och dåvarande generaldirektören för DSB, Peter Knutzen, brister ut i skratt.
Generellt präglades Larsens ministerperiod av stora näringslivsprojekt som bland befolkningen och särskilt i den illegala pressen ofta framhölls som försök att främja sina privatekonomiska intressen. Larsen var en av initiativtagarna till Østrumsudvalget, som från andra halvan av 1941 stöttade och försökte främja danska näringslivsintressen i de baltiska länderna. I det syftet företog Larsen en resa till Baltikum i maj 1942, en resa som ledde till att F. L. Schmidt & Co. återförvärvade sin cementfabrik Port Kunda i Estland.
Efter kriget blev han som enda danska minister från ockupationstiden dömd av byretten för samarbete med ockupationsmakten, men frikändes senare av landsretten och højesteretten, varefter han utvandrade till Irland.
Gunnar Larsens dagböcker från ministerperioden är i privat ägo och en kopia finns på Det Kongelige Bibliotek. 9 april 2015 gavs de ut med tillstånd av Larsens familj i en utgåva med kommentarer av John T. Lauridsen och Joachim Lund. Dagböckerna ger en inblick i de förhandlingar som regeringen förde internt och i samarbetet med ockupationsmaktens representanter i Danmark.

## Utmärkelser
- Riddare av Dannebrogorden,  1936[2]

[Redigera Wikidata]